# Kilaradahalli, Hiriyur
Kilaradahalli là một làng thuộc tehsil Hiriyur, huyện Chitradurga, bang Karnataka, Ấn Độ.